# Schizoporella spinosa
Schizoporella spinosa is een mosdiertjessoort uit de familie van de Schizoporellidae. De wetenschappelijke naam van de soort is voor het eerst geldig gepubliceerd in 2010 door Souto, Reverter-Gil & Fernández-Pulpeiro.